# Infinity (Jaymes Young)
Infinity è un singolo del cantautore statunitense Jaymes Young, pubblicato il 15 dicembre 2021 come primo estratto dal primo album in studio Feel Something.

## Descrizione
Il brano, sebbene sia stato pubblicato come traccia dell'album nel 2017, ha guadagnato improvvisa popolarità nel 2021 grazie alla «Infinity Challenge» divenuta virale su TikTok.

## Tracce
Download digitale – Piano Version
1. Infinity (Piano Version) – 3:55

Download digitale – Pretty Young Remix
1. Infinity (Pretty Young Remix) – 3:30

## Classifiche

### Classifiche settimanali
| Classifica (2021-23) | Posizione massima |
| -------------------- | ----------------- |
| Australia            | 46                |
| Austria              | 17                |
| Bielorussia          | 85                |
| Canada               | 52                |
| Finlandia            | 6                 |
| Francia              | 19                |
| Germania             | 11                |
| Grecia               | 19                |
| India                | 5                 |
| Irlanda              | 24                |
| Italia               | 44                |
| Lituania             | 14                |
| Lussemburgo          | 5                 |
| Malaysia             | 17                |
| Moldavia             | 29                |
| Norvegia             | 17                |
| Paesi Bassi          | 49                |
| Polonia              | 4                 |
| Portogallo           | 16                |
| Regno Unito          | 47                |
| Repubblica Ceca      | 25                |
| Romania              | 1                 |
| Russia               | 2                 |
| Singapore            | 16                |
| Slovacchia           | 21                |
| Stati Uniti          | 94                |
| Sudafrica            | 100               |
| Svezia               | 46                |
| Svizzera             | 9                 |
| Ucraina              | 6                 |
| Ungheria             | 37                |
| Vietnam              | 79                |

### Classifiche di fine anno
| Classifica (2022) | Posizione |
| ----------------- | --------- |
| Austria           | 30        |
| Francia           | 56        |
| Germania          | 27        |
| India             | 20        |
| Lituania          | 60        |
| Russia            | 21        |
| Svizzera          | 25        |
| Ucraina           | 90        |
| Classifica (2023) | Posizione |
| Bielorussia       | 73        |
| Moldavia          | 105       |
| Russia            | 188       |
| Ucraina           | 49        |
| Classifica (2024) | Posizione |
| Bielorussia       | 97        |
| Ucraina           | 88        |

## Date di pubblicazione
| Paese                 | Data             | Formato                      | Versione           | Nota   |
| --------------------- | ---------------- | ---------------------------- | ------------------ | ------ |
| Mondo                 | 29 ottobre 2021  | Download digitale, streaming | Piano Version      | [ 48 ] |
| Mondo                 | 10 dicembre 2021 | Download digitale, streaming | Pretty Young Remix | [ 49 ] |
| Italia                | 15 dicembre 2021 | Contemporary hit radio       | Originale          | [ 14 ] |
| Stati Uniti d'America | 17 gennaio 2022  | Adult contemporary radio     | Originale          | [ 50 ] |